# San Marcos Tlaltepetlalpan
San Marcos Tlaltepetlalpan es uno de los 18 barrios que conforman la alcaldía Xochimilco al sureste de la Ciudad de México. El nombre Tlaltepetlalpan es de origen náhuatl y significa sobre la tierra (firme cerca) del cerro. La principal actividad económica ejercida por los locales, popularmente conocidos como burros, es la agricultura y el comercio. El barrio de San Marcos Tlaltepetlalpan llegó a ostentar las casas más higiénicas en Xochimilco gracias a la implementación del Programa de la casa del campesino o chinampero en 1936.
Actualmente se divide en San Marcos y Ampliación San Marcos Norte, divididos por la Avenida Guadalupe I. Ramírez.

## Capilla
La capilla de la localidad fue conformada en 1775 y ha sido restaurada en tres ocasiones: en 1946, 1953 y 1974. Construida con un estilo neoclásico, la capilla de San Marcos cuenta con una única nave, una cúpula central y una torre con cuatro campanas al lado derecho. Además, su pared izquierda destaca por una cornisa en forma de arco de medio punto con ornamentos dorados donde aparece la Sagrada Familia. Dentro de las festividades típicas del pueblo están las veneraciones a San Marcos Evangelista el 25 de abril.